# إدارة كوسكاتلان
إدارة كوسكاتلان (بالإنجليزية: Cuscatlán Department)‏ هي إدارة في السلفادور، تتبع السلفادور، بلغ عدد سكانها 216٬446 نسمة، في 2007، عاصمتها كوخوتيبيكه، تبلغ مساحتها 756٫19 كيلومتر مربع.

## أعلام
- نيكولاس اسبينوزا